# Hedviga de Anjou
Hedviga de Anjou (în poloneză Jadwiga Andegaweńska, în trad. „Hedviga Angevina”, adică din Casa de Anjou), (n. anii 1370, Buda, Regatul Ungariei⁠(d) – d. 17 iulie 1399, Cracovia, Regatul Poloniei) a fost fiica regelui Ludovic I al Ungariei, care a condus în uniune personală și Regatul Poloniei, precum și Croația.
Hedviga de Anjou a fost din 1384 și până la moarte rege (declarată ca atare și nu ca regină) al Poloniei. A fost canonizată în anul 1997 de papa Ioan Paul al II-lea.